# Mazebouak
Mazebouak est un village du Cameroun situé dans le département du Haut-Nyong et la région de l'Est.
Il fait partie de la commune d’Angossas.

## Population
Lors du recensement de 2005, Mazebouak comptait 207 habitants.

## Développement
Selon le Plan Communal de Développement d’Angossas (2012), pour faire face à faible production agricole, une mise en place de quatre pépinières communales de cacao, café, palmier à huile et bananier plantain a été encadré dans le programme de développement de Mazebouak.
La construction d'un puits / forage d’eau et l'aménagement de deux sources d'eau ont été également envisagés dans le but de faciliter l'accès à l'eau potable.